# Мијамото Јурико
Мијамото Јурико ( јап. 宮本 百合子, 13. фебруар 1899 – 21. јануар 1951) је била јапанска књижевница, активисткиња и књижевни критичар током периода Таишо и раног периода Шова. Најпознатија је по својој аутобиографској фикцији и учешћу у комунистичким и феминистичким покретима.
Почела је да пише још у школи. Неколико година је живела  у САД-у и Совјетском савезу пре него што се вратила у Јапан, где су њена дела била цензурисана и где је често проводила време у затвору због својих политичких уверења. Основала је и уређивала многе феминистичке и комунистичке магазине  током своје каријере, од којих су многи, као и њена дела, били цензурисани.
Њени најпознатији радови су „Nobuko“(Нобуко), „ Banshū heiya“ (Долина Баншу), „Fūchisō“ (Долина ветроказа), као и друга дела фикције и књижевне критике. Многа њена дела садрже аутобиографске елементе са темама као што су рат, класе и односи међу половима. Јапанска левица је веома ценила Јурико и њеног мужа Кенђија због њихових идеја и посвећености женским правима и радничкој класи.

## Биографија

### Младост
Рођена је као Јурико Чуђо 13. фебруара 1899. У Коишикава округу у Токију (данас део Бункјо округа). Њен отац је био познати архитекта, који се школовао на Кембриџу и Токијском Универзитету, а мајка је била бивша сликарка, која је одбацила своју каријеру када је открила да државна уметничка школа Уено није примала жене. Њена мајка није имала намеру да своју кћер одгаја по принципу „Добра жена, мудра мајка“ охрабриваним од стране Меиђи владе. Похађала је средњу школу Оћаномизу за девојке. Још када је била веома мала била је свесна разлике између себе и радника који су обрађивали земљу њене породице, што је и приказала у многим својим раним радовима, као што су „Nōson“ (Пољопривредно село), који провлачи исте теме као и њен каснији рад „Mazushiki hitobito no mure“ (Група сиромашних људи). Њена брига о разликама у социјалном и економском статусу повлачи је ка социјализму, а касније и ка раном Јапанском феминистичком покрету. Мијамото се интересовала за књижевна дела јапанских аутора, као што су Хигући Ићијо, Футабатеи Шимеи и Нацуме Сосеки, као и за дела иностраних аутора, као што су Оскар Вајлд, Едгар Алан По, Фјодор Достојевски и Лав Толстој. Док је била на првој години студија енглеске књижевности на Јапанском женском Универзитету написала је приповетку „Mazushiki hitobito no mure“ (Група сиромашних људи), која је објављена у престижном књиженом часопису Ћуо Корон у септембру 1916. године. За ово дело је освојила књижевну награду која је додељивала група Ширакаба (Бела бреза).

### Пут у САД и први брак
Године 1918. Мијамото напушта Универзитет и одлази да живи у САД-у са својим оцем. Тамо је студирала на Универзитету Колумбија у Њујорку и управо ту упознаје свог првог мужа Араки Шигеру.  Међутим, међу њима су постојале разлике у годинама, социо-економској класи и интелектуалним интересима па се пар развео 1924. Развод је инпирише и тада пише своју полу-аутобиографију -  „Нобуко“ (1924-1926) која критикује конвенционалне идеје о половима и љубави. Дело говори о пропасти брака главне јунакиње, њеном путу у иностранство и потрази за самосталношћу. Сматран је феминистичким  ја-романом  и био је објављиван из више делова у часопису Каизо од 1924. до 1926. Као књига је објављен 1928.
На повратку у Јапан, преко заједничког пријатеља Ногами Јаека, упознаје студенткињу руског језика Јуасу Јошику. Њих две су се зближиле захваљујући заједничком интересу за руску књижевност и убрзо отпочињу љубавну везу. Прве године њихове везе Јурико дају инспирацију за још један полу-аутобиографску причу -  „Ippon no hana“ (Један цвет), коју је објавила 1927.

### Пут у Совјетски савез и други брак
Мијамото и Јуаса 1927. одлазе у Совјетски савез где су заједно живеле још 3 године. У Москви су студирале руски језик и књижевност. Јошико се посветила превођењу са руског, а Јурико је посматрала напредак жена у комунистичкој држави. У Јапан се враћају 1930. и након тога њихова веза се прекида.  Мијамото постаје уредница марксистичког књижевног часописа „Hataraku Fujin“ (Запослене жене) и водећа фигура у пролетерском књижевном покрету. Такође се и придружила Јапанској лиги пролетерских писаца и Јапанској комунистичкој партији, преко које је упознала будућег мужа – Мијамото Кенђија.

### Цензура у Јапану
У фебруару 1930, пратећи анархистичко-бољшевичку дебату (ana-boru ronsō) Мијамото се, заједно са Такамуре Ицуе, Јаги Акико и другим уредницама које су преферирале анархизам, одвојила од женског часописа „Nyonin geijutsu“ (Женска уметност) како би оформила сопствени часопис „Fujin sensen“ (Женски фронт). Међутим са владиним појачавањем закона о очувању мира и појачаној супресији левичарских политичких покрета, њени радови бивају строго цензурисани, а часопис забрањен.
Године 1932. Јурико и Кенђи су били ухапшени заједно са осталим комунистичким писцима. Јурико је у више наврата хапшена и мучена од стране полиције и у периоду од 1932. до 1942. Провела је више од 2 године у затвору. Њен муж Кенђи је поново ухапшен у децембру 1933. и остао је у затвору до августа 1945. Током овог периода Јурико је написала више есеја и прича у којима објашњава потешкоће комуниста тридесетих година прошлог века у Јапану, укључујући и „Kokukoku“ (Тренутак по тренутак), који је објављен тек након њене смрти и који описује тортуре кроз које су пролазили комунисти у затвору.

### Послератни период
После рата Мијамото се поново ујединила са супругом и заједно су наставили са комунистичким активностима. Овај период је најзначајнији у њеној књижевној каријери. Године 1946. пише есеј „Utagoe yo okore“ за нову Јапанску књижевну асоцијацију. Овај есеј је утицао на писце да почну да пишу о националној историји, својим личним доживљајима и људским правима. У овом и другим есејима подржавала је 20 загарантованих права, од којих ће 3 бити усвојена у новом Уставу. Годину дана после рата објавила је два романа - „ Banshū heiya“ (Долина Баншу) и „Fūchisō“ (Долина ветроказа) у којима описује своја искуства у месецима који прате предају Јапана у Другом светском рату.

### Крај живота и смрт
Године 1942. је доживела срчани удар и након тога јој се здравље знатно погоршало. Оштећени су јој вид и срце. Умире 1951. Од сепсе услед компликација проузрокованих акутним менингитисом, недуго након што је завршила свој последњи роман „Dōhyō“. Сахрањена је на гробљу Кодаира у граду Кодаира у префектури Токио.

## Стваралаштво
Њен први роман -  „Нобуко“ прати јунакињу која се, као и Мијамото, из Америке враћа у Јапан. Муж је убеђује у своју верност, док његова дела показују другачије, а њена мајка критикује њихов брак и Нобукина креативност опада све док не одлучи да се придружи пролетерском покрету и напусти свог мужа. Роман се бави главним темама тог времена, као што је брак из љубави. Роман се сматра већим делом аутобиографским и када је издат примио је осредње критике, међутим оне се знатно побољшавају у послератном периоду. Оригинално је виђен као роман о жени која тражи самоиспуњење кроз љубав, а накнадно и развод. Ово виђење се касније ре-интерпретира и постаје роман о ослобађању жене од мушког утицаја.
„Banshū heiya“ (Долина Баншу, 1947) је трезвени детаљни извештај о Јапану у августу и септембру 1945. Прво поглавље осликава дан Јапанске капитулације у Другом светском рату. Прича је смештена у руралном граду на северу Јапана, где Мијамото, представљена кроз лик Хироко, живи као избеглица. Поглавље описује осећај збуњености коју су многи Јапанци осетили у тренутку сазнања да је Јапан капитулирао. Мијамото осликава „морални банкрот“ који је главна тема романа и који је представљен као најтрагичније наслеђе рата.
„Fūchisō“ (Долина ветроказа, 1947) осликава измишљен сусрет Мијамото са њеним мужем након што је он 12 година провео у затвору. Навикавање пара на поновни заједнички живот приказано је као веома болно искуство. Упркос много година које је провела као активисткиња у социјалистичком покрету, повређена је када јој муж каже да је постала превише строга и независна у току самосталног живота.
„Futatsu no niwa“ (Две баште, 1948) и „Dōhyō“ (Путоказ, 1950) писани су као наставци „Нобуко“-а. Прва се бави Нобукином везом са својом богатом породицом и њеном развоју  у социјалистичку књижевницу, а други прати Нобукин развод и социјални развој у Совјетском Савезу.
Заједно са својим приповеткама, Мијамото је објавила и колекцију есеја и књижевне критике „Fujin to Bungaku“ (Жене и књижевност, 1947) и колекцију неких од 900 преписки између ње и њеног супруга за време његовог боравка у затвору  - „Juninen no tegami“ (Писма током дванаест година, 1950-1952)
Политичка и социјална уверења
Мијамото је била јединствена у својој комбинацији социјализма и феминизма. У оба покрета сматрала је неопходним да појединци траже самоиспуњење. Њен први роман „Нобуко“ у детаље описује шта значи потрага за самоиспуњењем и у ком тренутку би било прихватљиво супротстављање социјалним нормама и борба против социјалних проблема.
У супротности са многим феминисткињама тог времена, противила се напретку жена у „женским пољима“ . На почетку каријере магазин „Fujin Kōron“ је одбио њен рад јер је био „превише тежак“. Међутим, Мијамото то узима као комплимент схвативши да је њен роман био „превише мушки“. Противила се популарној идеји „Ђорју“ (женско писање) која тврди да су мушки и женски стил писања фундаментално различити.
Као чланица пролетерског покрета, Мијамото је била и антиимперијалисткиња. Али ипак, њен рад је у контрадикцији са пролетерским стереотипима зато што је у њих укључивала радњу у градовима, као и имућне ликове. У неким њеним делима могу се уочити и револуционарне акције у оквиру породице.

## Одабрана дела

#### Романи
„Nobuko“ (Нобуко, 1928)
„Banshū heiya“ (Долина Баншу, 1947)
„Fūchisō“ (Долина ветроказа, 1947)
„Futatsa no niwa“ (Две баште, 1948)
„Dōhyō“ (Путоказ, 1950)

#### Приповетке
„Nōson“ (Пољопривредно село, 1915)
„Mazushiki hitobito no mure“ (Група сиромашних људи, 1916)
„Ippon no hana“ (Један цвет, 1927)
„1932-nen no haru“  (Лето 1932. године, 1932)
„Kokukoku“ (Тренутак по тренутак, 1933)
„Chibusa“ (Груди, 1935)

#### Есеји
„Utagoe yo okore“ ( 1946)
„Fujin to bungaku“ (Жене и књижевност, 1948)
„Jūni nen no tegami“ (Писма током дванаест година, 1952)

## У популарној култури
„Јошико и Јурико“ (Yuriko, Dasvidaniya) је филмска драма из 2011. Године кодја приказује кратак период 1924. Године, у којој  Хитоми Тои игра главну улогу. Филм је режирала Саћи Химано и базиран је на две Јурикине аутобиографске новеле, „Нобуко“ и „Две баште“, као и на Хитоми Савабеовом есеју „Yuriko, Dasvidaniya“. Филм говори о најлепшим тренуцима у Јурикиној и Јуасиној вези, а на послетку и о њиховом раскиду.